# Affaires de femmes
Pour les articles homonymes, voir Affaire de femmes (homonymie).
Pour plus de détails, voir Fiche technique et Distribution.
Affaires de femmes (A Girl Thing) est un film américain réalisé par Lee Rose en 2001.

## Synopsis
Il y s'agit d'une série de sketches mettant en scène des femmes à New York...

## Fiche technique
- Titre original : A Girl Thing
- Réalisateur : Lee Rose
- Scénario : Lee Rose
- Montage : Christopher Rouse
- Format : Couleurs
- Son : Stéréo
- Société : Hallmark
- Durée : 237 minutes
- Pays de production :  États-Unis
- Durée :
- Date de sortie : 20 janvier 2001

## Distribution
- Kate Capshaw : Casey Montgomery
- Stockard Channing (VF : Béatrice Delfe) : Beth Noonan
- Rebecca De Mornay (VF : Odile Schmitt) : Kim McCormack
- Mia Farrow (VF : Frédérique Tirmont) : Betty McCarthy
- Elizabeth Franz (VF : Marie-Martine) : Josephine McCormack
- Irma P. Hall (VF : Michèle Bardollet) : Alice
- Linda Hamilton (VF : Véronique Augereau) : Rachel Logan
- Glenne Headly : Helen McCormack
- Allison Janney : Kathy McCormack
- Tina Lifford : Sharon
- Elle Macpherson : Lauren Travis
- Camryn Manheim (VF : Marie-Laure Beneston) : Suzanne Nabor
- Margo Martindale : May
- S. Epatha Merkerson : Lani
- Kelly Rowan : Claire
- Lynn Whitfield : Nia Morgan
- Peta Wilson : Alex
- Scott Bakula (VF : Guy Chapellier) : Paul Morgan
- Bruce Greenwood : Frank
- Brian Kerwin : Gary Tucker
- Brent Spiner : Bob
- Kevin McNulty : Peter
- Terence Blanchard : Terence Blanchard
- Irene Karas : Nancy
- Lauri Kimberley
- William Pavey (VF: Brigitte Lecordier) : Matt
- L. Harvey Gold : Arnold
- Glynis Davies : Mona
- Kaare Anderson : Bill
- B.J. Harrison
- Shannon Powell : la secrétaire de Kathy
- Terry Barclay
- Christopher Shyer : Rick
- Linden Banks
- Roger Haskett
- Ralph Alderman : Robert
- Dee Jay Jackson : Billy
- Stephen Dimopoulos : Max
- Gillian Barber : Arliene
- Chris Gauthier : Brett
- Holly Burke
- Tim Swain